# 1番ゲージ

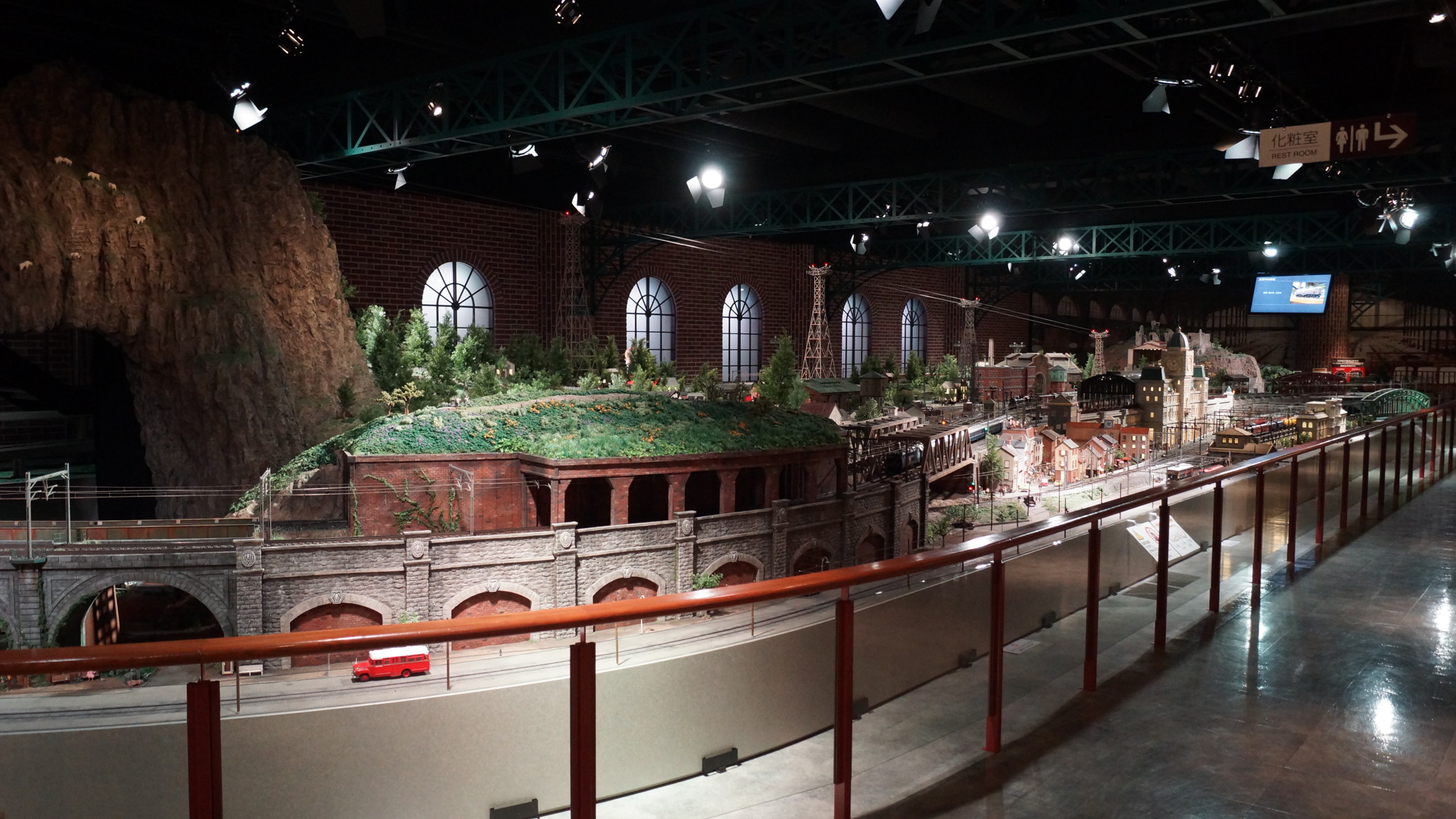
一般公開されている1番ゲージのレイアウトとしては世界最大の規模の原鉄道模型博物館の巨大レイアウト

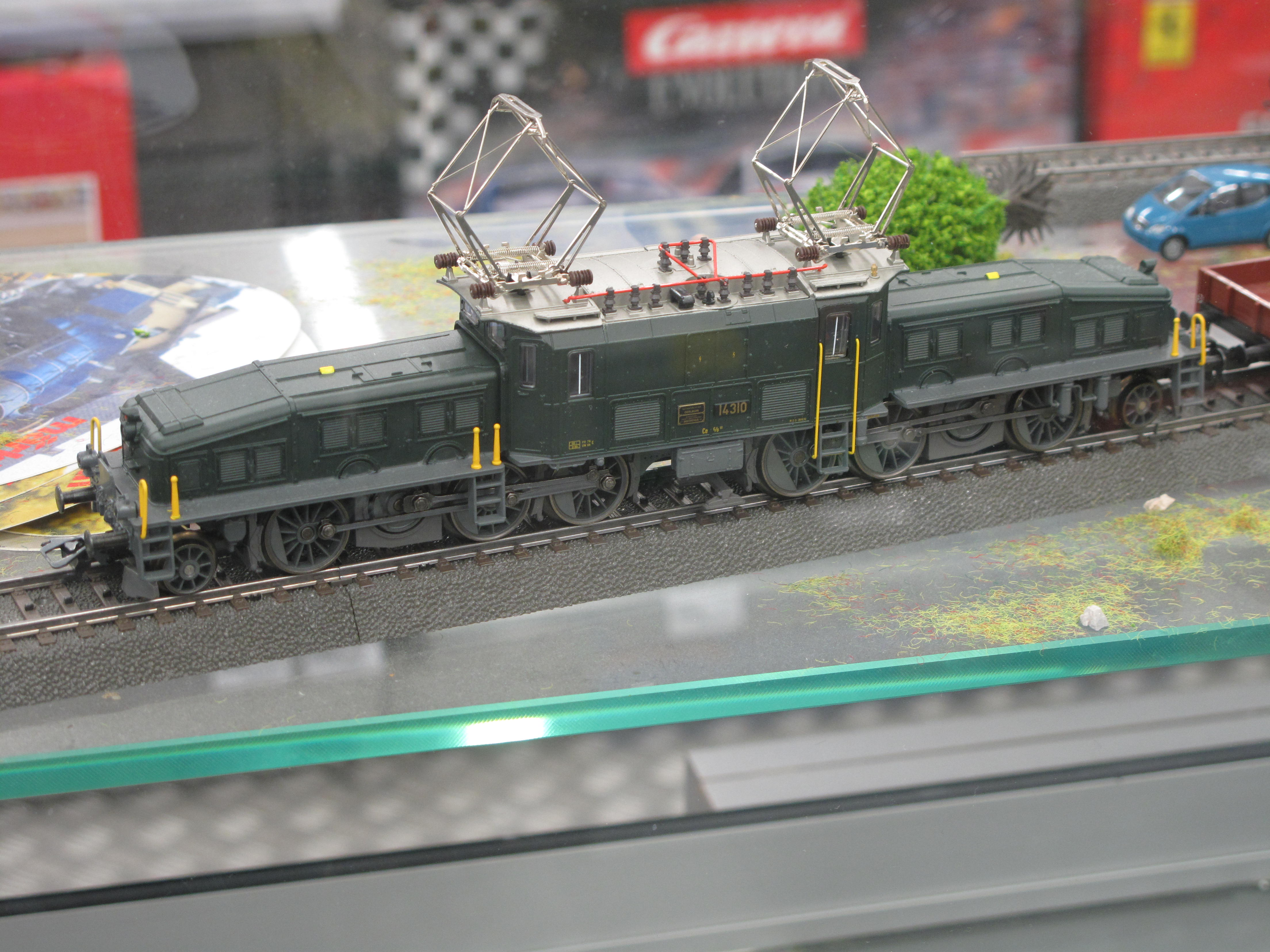
スイス国鉄Ce 6/8 II形電気機関車の模型

1番ゲージは、鉄道模型の縮尺と軌間を示す規格呼称のひとつ。No.1ゲージ、Iゲージと表記されることもある。

## 概要
縮尺1/32 もしくは1/30.5・軌間45mmのものを指す。縮尺1/32（3/8インチスケール＝9.5mmスケール）はアメリカやヨーロッパ大陸で一般的で、縮尺1/30.5（10mmスケール）はイギリスで一般的である。ただし、イギリスでは縮尺1/32も使用される。軌間はアメリカのNMRA規格では1.766インチとなっている。また縮尺1/29の製品（NMRA規格における「Aスケール」、規格としての正式な軌間は49.5mmだが実際の製品は軌間45mmである）についても1番ゲージに含めて扱われることがある。蒸気機関車の1番ゲージの模型の場合、実物同様に蒸気で走るライブスチームが愛好家の間で普及する。また、近年では市販品が徐々に増えてきたとはいえ、自分の欲しい車輌が市販されていない場合が多いので自分で製作する者もいる。

## 歴史
鉄道模型がスケールモデルとして確立された20世紀初頭に誕生した規格で、1901年にイギリスのバセット・ロークが最初の製品を発売した。この製品の登場以後、鉄道模型は他の鉄道玩具とは一線を画して一定の規格に沿って作られるものとなった。現在でもBockholtやメルクリン、KISSなどが販売している。
鉄道模型の黎明期において動力の小型化が困難であった当時に盛んだったが、やがて鉄道模型が普及するにつれ、動力の小型化と共により小型のOゲージ、OOゲージが浸透し、相対的に1番ゲージの占める割合は低下した。しかし、その大きさ故に敬遠されていたが、細部まで実物同様に再現し、重量感までも伝わるため、熱心な愛好者の間で細々と作られ続けていた。1975年に日本のアスターホビーが参入して以降、徐々に復活の機運が高まり、1969年に一時撤退したメルクリンも1978年に再参入した。
近年、縮尺は異なるものの同じ軌間45mmの線路を使用するGゲージが盛んになり、再び脚光を浴びつつある。
動力は電気モーターによるものや、蒸気によるもの（ライブスチーム）もある。

## 規格
軌間については、かつて現在と異なる規格も存在した。イギリスのModel Railways and Locomotive magazine誌の1909年8月号では1 3/4インチ、または44.75mmが標準として掲載されている。またアメリカでは1920年代には1.7インチ（44.45mm）が標準であった。19世紀末 - 20世紀初頭の規格創成期には軌間はレール中心間の距離で1 7/8インチまたは48mm、レール幅は1/8インチ以下という規格も存在した。軌間以外についても古くから様々な規格が定められており、例えば車輪のタイヤ間の長さ (バックゲージ) は1 17/32インチまたは39mm、車輪の幅は19/64インチまたは7.5mmという規定があった。
年代物の1番ゲージの車両は同じ軌間の近代的なGゲージの線路を使用するが、1番ゲージ全盛期の初期の設計の製品はスケールモデルではないので実際の機関車と車両の大きさと縮尺はまちまちである。
日本独自の規格である35mmゲージは縮尺1/30であり、1番ゲージの狭軌版に相当する。